# Hydropeplus
Hydropeplus là một chi bọ cánh cứng trong họ Dytiscidae.
Chi này được Sharp miêu tả khoa học năm 1882.

## Các loài
Các loài trong chi này gồm:
- Hydropeplus montanus Omer-Cooper, 1965
- Hydropeplus trimaculatus (Laporte, 1835)